# Coccophagus inkermani
Coccophagus inkermani är en stekelart som beskrevs av Girault 1926. Coccophagus inkermani ingår i släktet Coccophagus och familjen växtlussteklar. Inga underarter finns listade i Catalogue of Life.